# Erebia vogesiaca
Erebia vogesiaca är en fjärilsart som beskrevs av Goltz 1914. Erebia vogesiaca ingår i släktet Erebia och familjen praktfjärilar. Inga underarter finns listade i Catalogue of Life.